# You & Me (민해경의 음반)
U and Me은 대한민국의 가수 민해경의 1999년 발매한 정규 15집이다. 강인원, 박정원등의 작곡가들이 참여한 앨범이다. 활동곡은 당신과 나이다.

## 앨범의 특징
성숙, 보고싶은 얼굴, 어느 소녀의 사랑이야기의 리메이크가 수록되어 있다.
당신과 나는 이후 이 노래를 작곡했던 강인원 자신의 앨범에 오랜 후에라는 이름을 달고 재수록된다.

## 트랙 리스트
| #   | 제목                                    | 작사           | 작곡   | 편곡 | 재생 시간 |
| --- | --------------------------------------- | -------------- | ------ | ---- | --------- |
| 1.  | 〈당신과 나〉                           | 강인원, 민지영 | 강인원 | 4:08 |           |
| 2.  | 〈믿음〉                                | 강인원         | 강인원 | 4:25 |           |
| 3.  | 〈사랑은 세상의 반 (DUET WITH 김보희)〉 | 강인원         | 강인원 | 3:58 |           |
| 4.  | 〈하나뿐인 그대〉                       | 민지영         | 강인원 | 3:39 |           |
| 5.  | 〈인연〉                                | 강인원, 민지영 | 최윤석 | 4:29 |           |
| 6.  | 〈성숙 (REMAKE)〉                       | 김미선         | 강인원 | 3:49 |           |
| 7.  | 〈사랑은 깊어가는데〉                   | 조은           | 조은   | 3:51 |           |
| 8.  | 〈어느 소녀의 사랑이야기 (REMAKE)〉     | 박건호         | 이범희 | 3:44 |           |
| 9.  | 〈보고싶은 얼굴 (REMAKE)〉              | 이주호         | 이주호 | 4:04 |           |
| 10. | 〈당신과 나 (Inst.)〉                   | 강인원, 민지영 | 강인원 | 4:08 |           |

## 같이 보기
- 민해경 디스코그래피